# 미나미코기촌
미나미코기촌(일본어: 南近義村)은 일본 오사카부 히네군·센난군에 설치되었던 촌이다. 현재의 가이즈카시 북서부에 해당한다.

## 역사
- 1889년 4월 1일 - 정촌제 시행에 의해 히네군 미나미코기촌이 성립하였다.
- 1896년 4월 1일 - 군 통합에 의해 센난군이 되었다.
- 1931년 4월 1일 - 센난군 가이즈카정, 시마촌, 누마노촌, 기타코키촌과 합병해, 가이즈카정이 성립하여, 동일 미나미코기촌은 폐지되었다.

## 교통

### 철도
- 한와전기철도 
  - 본선

현재는 상기 외에 난카이 전기 철도 난카이 본선 니시키노하마역이 소재하지만, 당시는 미개업.

### 도로
- 기슈 가도
- 구마노 가도
- 미즈노 가도